# Madonna col Bambino tra i santi Giuseppe, Francesco ed i committenti
La Madonna col Bambino tra i santi Giuseppe, Francesco ed i committenti, nota anche come Sacra famiglia con san Francesco e i due donatori o, semplicemente, Carraccina, è una pala d'altare realizzata da Ludovico Carracci nel 1591. Si tratta di un olio su tela firmato e datato, con dimensioni di 225 × 166 cm. L'opera è conservata nella Civica Pinacoteca il Guercino di Cento.

## Storia
Il dipinto fu commissionato per il primo altare a destra della Chiesa della Santissima Trinità dei Cappuccini, a Cento. Durante le requisizioni napoleoniche fu prelevato e trasferito in Francia, dove venne esposto al Louvre a partire dal febbraio del 1798. In seguito fu temporaneamente ricollocato a Bologna, nella chiesa dello Spirito Santo. Nel gennaio dell'anno successivo fu restituito a Cento, dove trovò dapprima sistemazione nella basilica di San Biagio, poi nella chiesa del Rosario, che fungeva da sede provvisoria delle raccolte civiche. Solo nel 1839 l'opera entrò a far parte della appena istituita Pinacoteca Civica.
La pala era già oggetto di interesse per i viaggiatori stranieri nel primo Settecento: lo scrittore inglese Edward Wright, durante un soggiorno in Italia, menzionò la presenza "fuori città" di un "celebre dipinto di Ludovico Carracci, che chiamano lo Studio del Guercino, nella chiesa dei Cappuccini".
L’importanza dell’opera è confermata anche dai giudizi di diversi autori seicenteschi, tra cui Giulio Mancini, Francesco Scannelli e Carlo Cesare Malvasia,, che ne lodarono la qualità e sottolinearono la sua influenza sul giovane Guercino. Secondo il racconto di Malvasia, il pittore centese si riferiva a questa pala con l’appellativo affettuoso di “cara zinna”, un gioco di parole che univa il nome dell’autore all’idea di nutrimento artistico. La luce “a macchia” e il naturalismo vigoroso delle prime opere guercinesche sembrano trarre origine proprio da questo modello.
L’influenza della Carraccina si riscontra già nella perduta pala del Trionfo di Ognissanti (1613), realizzata per la chiesa dello Spirito Santo, andata distrutta nel terremoto del 2012. Lo studioso Nicholas Turner ha rinvenuto due frammenti che parrebbero riconducibili all’opera di Ludovico Carracci, scoperta poi pubblicata anche da Daniele Benati. La cappella originaria per cui fu dipinta la Carraccina apparteneva alla famiglia Dondini, notabili di Cento e benefattori dell’ordine cappuccino.

## Descrizione e stile
La composizione raffigura la Madonna col Bambino in trono, affiancata da san Giuseppe e san Francesco d'Assisi, cui si aggiungono due donatori e due angeli. L'impostazione della scena si discosta dai canoni tradizionali della pala d'altare per la vivacità della narrazione e l'inconsueto coinvolgimento emotivo tra le figure. San Francesco è rappresentato nell'atto di accogliere il Bambino, che pare sfuggire dalle braccia della madre per slanciarsi verso di lui, mentre san Giuseppe, dai tratti popolari e realistici, partecipa alla scena in una posa quasi scomposta. Gli angeli assumono un aspetto giovanile e familiare, in linea con il tono domestico della scena.
Lo spazio è concepito in modo anti-prospettico, più emotivo che geometrico, e il colonnato sullo sfondo appare volutamente instabile. La luce, mobile e improvvisa, modella i volumi con effetti atmosferici, anticipando soluzioni che si riscontreranno nella pittura barocca. La materia pittorica è densa e animata, con passaggi che alternano stesure fluide a zone corpose, quasi terrose. Rispetto alla coeva stagione veneziana, di cui Ludovico Carracci aveva sperimentato le suggestioni nella decorazione di palazzo Magnani a Bologna (1590), la Carraccina segna un'evoluzione autonoma: il colore si accende, il sentimento si intensifica, ma l’ispirazione resta radicata in un naturalismo popolare e diretto.